# Pfunds
Pfunds je obec v Rakousku ve spolkové zemi Tyrolsko v okrese Landeck. Žije zde přibližně 2 600 obyvatel. Obec je zaměřena na letní a zimní turistiku, těží zejména z nedalekých lyžařských středisek Samnaun a Nauders.

## Poloha
Pfunds se nachází v oblasti Oberen Gericht, v nejvyšší části tyrolského údolí řeky Inn, v hraničním trojúhelníku u hranic s Itálií a Švýcarskem. Od Kajetánova mostu vedou silnice do Spiss a dále do Nauders a k Reschenskému průsmyku.

## Pamětihodnosti
- Kostel svatého Petra a Pavla – Z původní pozdně gotické stavby, jež je zmiňována v roce 1474, se zachovaly pouze zdi chóru a spodní část věže. Současný farní kostel byl rozšířen kolem roku 1700, rekonstruován v letech 1820 a 1959–61 a v roce 1970 restaurován.
- Kajetánův most – Kamenný obloukový most byl dokončen v roce 1854. Nachází se asi 4 km jihozápadně od obce na významné křižovatce cest.
- silniční most Pfunds–Stuben – Původně dřevěný obloukový most byl v roce 1949 nahrazen současným železobetonovým mostem. Spojuje části obce Pfunds a Stuben na levém, respektive pravém břehu řeky Inn. Na mostě se nachází socha Jana Nepomuckého.